# Chonerhinos naritus
El tamboril amarillo (Chonerhinos naritus) es una especie de pez actinopeterigio de agua dulce, la única del género monotípico Chonerhinos de la familia de los tetraodóntidos.

## Morfología
Con el cuerpo típico de los peces globo de su familia, la longitud máxima descrita fue de un macho de 28'5 cm.

## Distribución y hábitat
Se distribuye por ríos y lagos de Birmania, península de Indochina e islas de Indonesia. Es una especie de agua dulce tropical común en ríos, de compontamiento demersal y anfídromo.